# Nipponomyia flavicollis
Nipponomyia flavicollis là một loài ruồi trong họ Pediciidae. Chúng phân bố ở vùng Indomalaya.